# Glenn Brown

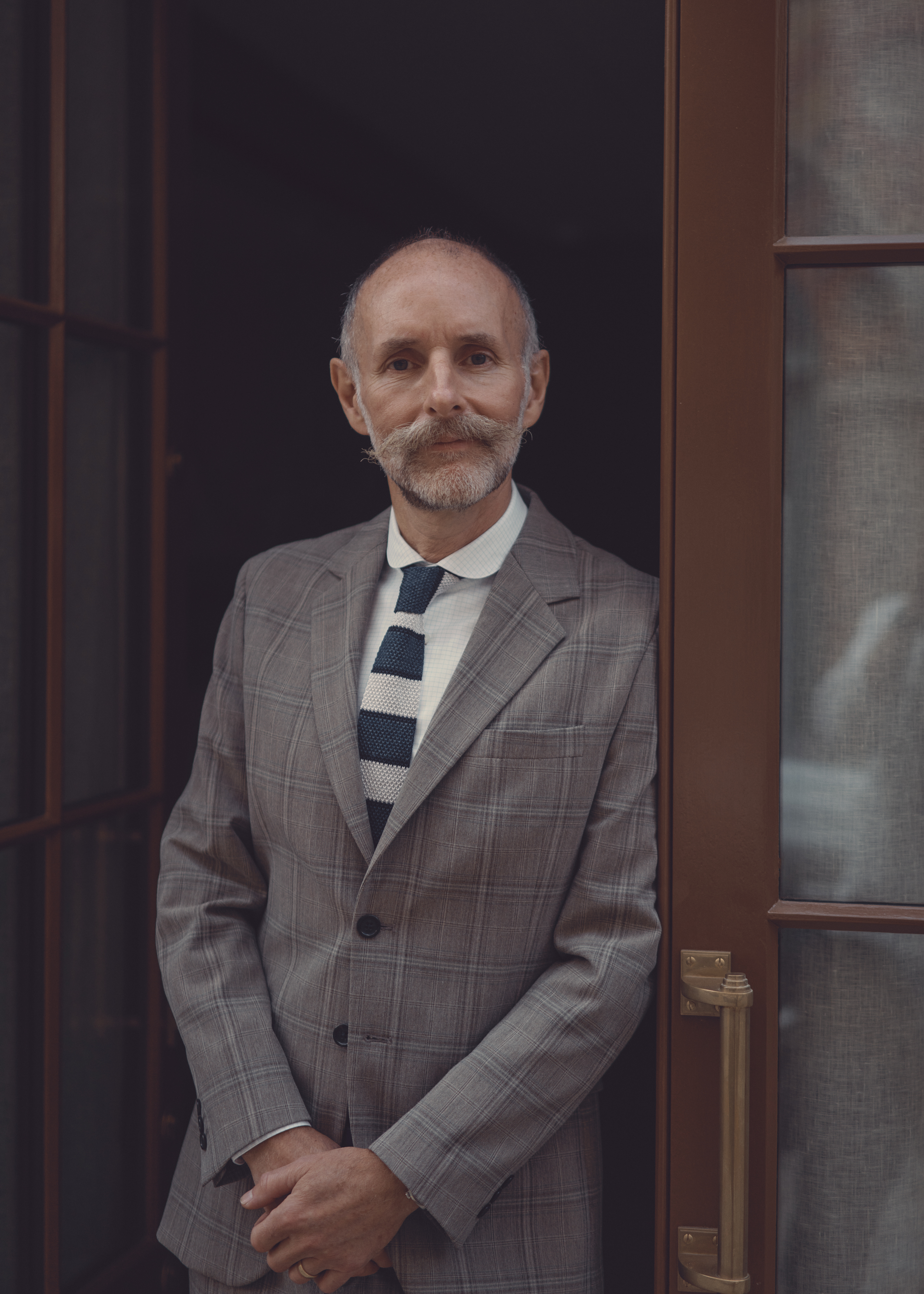
Glenn Brown, 2022

Glenn Brown (* 1966 in Hexham, Northumberland) ist ein britischer Maler und Bildhauer, der im Jahr 2000 für den Turner Prize nominiert wurde.

## Leben und Werk
Glenn Brown wurde 1966 in Hexam geboren. Von 1984 bis 1992 belegte er Kurse an der Norwich School of Art, am Bath College of Higher Education und am Goldsmith’s College in London. Ein wichtiger Einfluss für ihn war das Werk von Gerhard Richter.
Brown eignet sich Themen von Bildern an, die sowohl von lebenden Künstlern wie Frank Auerbach, Georg Baselitz und Howard Hodgkin als auch von historisch etablierten Künstlern wie Rembrandt van Rijn, Fragonard oder Salvador Dalí geschaffen wurden, und gibt ihnen seinen eigenen spezifischen Ausdruck. Browns Gemälde weisen eine Trompe-l’œil-Illusion in ihrer Malweise auf. Die Bildtitel sind für den Betrachter nicht immer verständlich, so heißt ein Gemälde aus dem Jahr 2001 Joseph Beuys (after Rembrandt), dessen Vorbild ein von Rembrandts Assistenten geschaffenes Gemälde des Sohnes Titus war. „Vielleicht steckte in ihm ja wirklich ein extrovertierter Junge mit Ohrring, Halskette und Hut – ich mag Gegensätze“, äußerte sich der Künstler über sein Werk.
Es gab einige Kontroversen anlässlich der Verleihung des Turner Preises im Jahre 2000, da sein Bild Loves of Shepherds eine große Ähnlichkeit mit der Science-fiction Illustration Double Star des Künstlers Tony Roberts von 1973 aufwies. Der Turner-Preis wurde in diesem Jahr an den Deutschen Wolfgang Tillmans verliehen.
Brown eignete sich auch individuelle Raumszenenbilder von Chris Foss an, indem er sie in einem Fall kopierte und veränderte (Exercise One (for Ian Curtis), 1995), und im anderen Fall sie vollkommen unverändert beließ (Dark Angel (for Ian Curtis), 2002), was eine Anklage wegen Plagiats zur Folge hatte. Der daraus resultierende Rechtsstreit wurde außergerichtlich abgeschlossen.
Seit dem Jahr 2008 wandte sich Brown nach früheren Versuchen mit dem Siebdruck der Radierung zu. Mit Hilfe des Computers und der Software Photoshop schuf er seine Layered Portraits, indem er bis zu 15 Porträtradierungen und Zeichnungen der Radierer Rembrandt, Urs Graf und Lucian Freud übereinanderschichtete und digital manipulierte, bis ein neues Werk entstand. Nach der Übertragung auf die Druckplatte und dem Druck scheinen die Vorlagen in einem gewissen Maß durch. Er nennt sie „meine schizophrenen Porträts“.
Im Jahr 2009 behauptete Brown, es sei unsinnig, Gemälde ganz neu herzustellen. Bilder seien wie Sprachen. Es sei unmöglich ein Bild herzustellen, das nicht geliehen sei. „Selbst die Bilder in Deinen Träumen, beziehen sich auf die Realität.“
Der öffentlichkeitsscheue Maler – er lässt sich grundsätzlich nicht fotografieren – hat sein Atelier im Osten Londons in einer ehemaligen Schule, der Rochelle School. Ateliernachbarn sind beispielsweise Michael Raedecker und Goshka Macuga, die ebenfalls beide für den Turner-Prize nominiert waren.

## Werke (Auswahl)
- 1995/2007: The Sound of Music (Plastik, Maltisch im Atelier)
- 2002: On Hearing of the Death of my Mother
- 2001: Joseph Beuys (after Rembrandt)
- 2006: The Great Masturbator
- 2006: The Hinterland
- 2008: Burlesque
- 2008: Layered Portrait (after Rembrandt)
- 2008: Wooden heart (bemalte Plastik aus Holz und Metall)

## Ausstellungen (Auswahl)
- 2006: Galerie Max Hetzler, Berlin.
- 2007: Gagosian Gallery, New York
- 2008: Kunsthistorisches Museum, Wien
- 2009: Tate Gallery, Liverpool bis Mai 2009; bis zum 4. Oktober Fondazione Sandretto Re Rebaudengo, Turin